# Ladislav Krofta
Ladislav Krofta (* 3. července 1967) je český gynekolog, porodník a urogynekolog a primář a zástupce ředitele v Ústavu pro péči o matku a dítě. Patří mezi špičkové české porodníky – zabývá se fetální medicínou – operacemi plodů v děloze. Je zastánce metody císařského řezu a legalizace jeho dobrovolné volby, pokud ženy nechtějí rodit klasickým způsobem.

## Životopis

### Studium
Studoval na 1. lékařské fakultě Univerzity Karlovy, kde promoval v roce 1993. Původně se chtěl věnovat chirurgii, ale po ukončení studia dostal nabídku nastoupit na gynekologicko-porodnickou kliniku k Apolináři. V roce 1996 získal atestaci I. stupně v oboru gynekologie a porodnictví. V roce 1997 byl na klinické stáži na gynekologicko-porodnické klinice Univerzitní nemocnice v Basileji. V roce 2000 získal ve stejném oboru atestaci II. stupně. V roce 2001 získal titul kandidát lékařských věd, který obhájil s kandidátskou prací na téma „Diagnostika vrozených vývojových vad I. trimestru gestace”. V roce 2007 udělal atestaci z urogynekologie a v roce 2009 z fetomaternální medicíny. V roce 2011 získal titul docent, který obhájil habilitační prací na téma „Změny morfologie pánevního dna v souvislosti s vaginálně vedeným porodem”. V roce 2017 mu byl udělen titul MBA.

### Praxe
V letech 1993–1998 pracoval jako sekundární lékař na Gynekologicko-porodnické klinice 1. lékařské fakulty Univerzity Karlovy a ve Všeobecné fakultní nemocnici v Praze. Od roku 1999 pracuje v Ústavu pro péči o matku a dítě v Podolí v Praze, kde zastává pozici primáře. Od roku 2004 je zde zástupcem ředitele. Od roku 2005 působí na klinice Canadian Medical v Praze. Současně od roku 2002 působí jako pedagog na 3. lékařské fakultě Univerzity Karlovy.

## Názory
Krofta se v médiích často vyjadřuje na téma císařských řezů, kterých nejen v ČR dlouhodobě přibývá. V roce 2017 byl rozdíl proti období před 25 lety trojnásobný nárůst podílů porodů císařským řezem v českých porodnicích. Pro omezení nadužívání císařských řezů, v případech kdy nejsou nutné, je i Světová zdravotnická organizace. Hlavním argumentem pro volbu císařského řezu je zvyšující se věk rodiček, který zvyšuje rizika i při vaginální porodu. Statistika však ukazuje nárůst i u mladších žen, kdy ve věkové kategorii 20–24 let stoupl počet císařských řezů dvojnásobně. Tyto císařské řezy jsou prováděny na přání žen, i přesto, že je české zdravotnictví oficiálně neumožňuje. Problematická je také možná finanční motivace pro provádění císařských řezů, za které porodnice dostanou od pojišťovny přibližně dvakrát tolik peněz, než za klasický porod.
Krofta je zastánce legalizace volby císařského řezu, pokud si žena nepřeje rodit klasickým vaginálním porodem. Argumentuje vysokým věkem rodiček, nárůstem obezity i zvyšujícím se podílem žen, které otěhotněly po metodách in vitro fertilizace. Zároveň poukazuje, že by ženy neměli být nuceny realizovat svůj porod, způsobem, který si nepřejí. Upozorňuje přitom, že porody na přání císařským řezem se dějí, přestože se o tom veřejně příliš nemluví. Přitom Ústav pro péči o matku a dítě v Podolí dlouhodobě patří k českým porodnicím s nejvyšším podílem podílem císařským řezů, kterých v roce 2015 bylo 40%.

## Členství ve sdruženích
Je členem České lékařské komory, České gynekologicko-porodnické společnosti a Sdružení nemocničních gynekologů a porodníků. Je členem Poradního sboru Ministerstva spravedlnosti pro gynekologii a porodnictví a v letech 2015–2017 byl členem akreditační komise Ministerstva zdravotnictví pro gynekologii a porodnictví. Dále je členem Urogynekologické společnosti (UGS), Mezinárodní urogynekologické asociace (IUGA), Mezinárodní společnosti ultrazvukové diagnostiky (ISUOG) a Americké urogynekologické společnosti (AUGS).

## Knihy
- Doporučená ultrazvuková vyšetření v těhotenství (Ladislav Krofta, Lubomír Hašlík, Marek Lubušký, Ivana Marková; 2014, Mladá fronta)
- Ultrazvuk prvního trimestru (kolektiv, 2017, Maxdorf)[13]